# Tat'jana Ivanovna Šmyga
Tat'jana Ivanovna Šmyga (in russo Татья́на Ива́новна Шмы́га?; Mosca, 31 dicembre 1928 – Mosca, 3 febbraio 2011) è stata una cantante e attrice russa, sovietica fino al 1991, artista del popolo dell'Unione Sovietica nel 1978.

## Filmografia parziale
- Gusarskaja ballada (Гусарская баллада), di El'dar Rjazanov, 1962)